# Drabescus extensus
Drabescus extensus är en insektsart som beskrevs av Kuoh 1985. Drabescus extensus ingår i släktet Drabescus och familjen dvärgstritar. Inga underarter finns listade i Catalogue of Life.